# Gernot Jurtin
Gernot Jurtin (né le 9 octobre 1955 à Scheifling en Autriche et mort d'un cancer le 5 décembre 2006 à Altenmarkt im Pongau) était un joueur de football autrichien.

## Carrière de club
Jurtin rejoint Sturm Graz à l'été 1974, entraîné par Karl Schlechta qui le positionne immédiatement dans le onze de départ. 
Une de ses meilleures saisons est celle de 1980/81 où il inscrit 20 buts en Bundesliga dont 5 lors d'une victoire 7-0 contre le Wiener Sport-Club le 5 juin 1981. Il forme une redoutable paire d'attaquants avec son partenaire Božo Bakota. 
Jurtin quitte Sturm Graz en 1987. Il a joué 373 matchs et inscrit 119 buts. Le numéro 11 blond est le premier joueur à avoir franchit la barrière des 100 buts pour Sturm Graz en championnat.

## Carrière internationale
Entre 1979 et 1983, il joue 12 fois pour l'équipe d'Autriche de football, et inscrit un but. Il joue deux matchs lors de la coupe du monde 1982, contre le Chili et l'Irlande du Nord.

## Palmarès
- Meilleur buteur du championnat d'Autriche (1) :
  - 1981[3]